# Чарынская ясеневая лесная дача
Чарынская "ясеневая роща"— реликтовая роща в урочище Сартогай, Алматинская область, Казахстан.
Реликтовая роща ясеня согдийского. Ботаники называют его реколюбивым за то, что он растет только у рек. Этот вид ясеня сохранился только здесь, в низовьях реки Чарын и в каньоне её притока Темирлика.
С 1964 году роща объявлена памятником природы. Находится на территории Чарынского национального парка. Рубка деревьев здесь запрещена. Рощу охраняют несколько кордонов лесников. Площадь рощи — 4855 га, но сам ясень занимает лишь 800 га.
Около ясеневой рощи на многие километры тянутся узкой цепочкой древние курганы. Их очень много, несколько сотен, небольших, сложенных из крупных камней. Большие курганы Сартогая чётко отличаются от курганов других районов Семиречья. Этим, вероятно, подчеркнут особый клан, племя, род, к которому принадлежали древние обитатели своеобразного уголка природы. Курганы обрамлены или широким кольцом из камней или квадратом, приподнятым в виде овала.

## Предание
По своей сущности, ясень считается удивительным деревом, которое считалось не только оккультированным, но и в средние века в Европе ему поклонялись. К примеру, ясеневой палочкой помешивали котлы, в которых сотнями сжигали на кострах зловредных ведьм, а воры считали, что меч верховного бога Одина был сделан из ясеня.